# Їржі Шебанек
Їржі Шебанек (чеськ. Jiří Šebánek, 8 лютого 1930, Трутнов, Чехословаччина — 4 квітня 2007, Прага, Чехія) — чеський сценарист, письменник і один з перших «цімрманологів».
Був одним з творців гумористичної радіопередачі "Безалкогольна «Винарня у павука» (чеськ. Vinárna u pavouka) і засновників Театру Яри Цімрмана.

## Біографія і творча діяльність
Їржі Шебанек є одним з творців Яри Цімрмана — мистифікованого персонажу сучасної чеської культури. Саме Ї. Шебанек на зустрічі з приятелями і колегами по роботі на Чехословацьке радіо висловив 29 жовтня 1966 р. ідею про творення образу цього «чеського генія». Саме Шебанек вигадав прізвище персонажу і запропонував створити Театр Яри Цімрмана.
Їржі Шебанек був співзасновником цього Театру разом зі своїм другом Мілоном Чепелкою (Miloň Čepelka, в 1961 р. Шебанек привів його працювати редактором на радіо), Ладіславом Смоляком (Ladislav Smoljak) і Зденеком Свєраком (Zdeňеk Svěrák). Шебанек належав до перших акторів Театру Яри Цімрмана, був автором третьої за рахунком п'єси для нього Domácí zabijačka (1968). Шебанек грав у виставі одного з головних героїв на прізвище Zvěřina. Проте вже 1969 р. через творчі суперечки з частиною колективу він пішов з театру, а його п'єса була вилучена з репертуару.
У 1980 р. Їржі Шебанек разом з групою однодумців (переважно музикантів) заснував творчий колектив Salón Cimrman і продовжив плідну діяльність у сфері «цимрманології». Група у 1980-2000-х рр. випустила кілька компакт-дисків із записами пісень, музики, книг, радіо- і телепередач про Яру Цімрмана. На відміну від Театру з його сценічними постановками, «Салон Цімрман», крім читання псевдонаукових рефератів про досягнення «генія», зосередився на музичних творах і піснях, з акцентом на особливе ставлення Яри до джазової музики. Гумор «Салону» теж значно відрізнявся від вподобаного Театром Яри і був ближчим до стилю перших радіопередач «Безалкогольної винарні».
Творчість у галузі «цімрманології» Їржі Шебанек поєднував з роботою на Чехословацькому радіо, де працював щонайменше з початку 1960-х рр., а в 1970-х рр. був редактором армійського мовлення. Шебанек самостійно або в співавторстві створив чимало сценаріїв для кінофільмів і телепередач, в тому числі й дитячих, анімованих. Мав наукове звання доцента.